# 東島 (克肯納群島)
34°44′8″N 11°12′27″E / 34.73556°N 11.20750°E
東島是突尼西亞的島嶼，位於該國北岸對開地中海，由斯法克斯省負責管轄，屬於克肯納群島的一部分，面積110平方公里，平均海拔高度少於5米。